# 文学

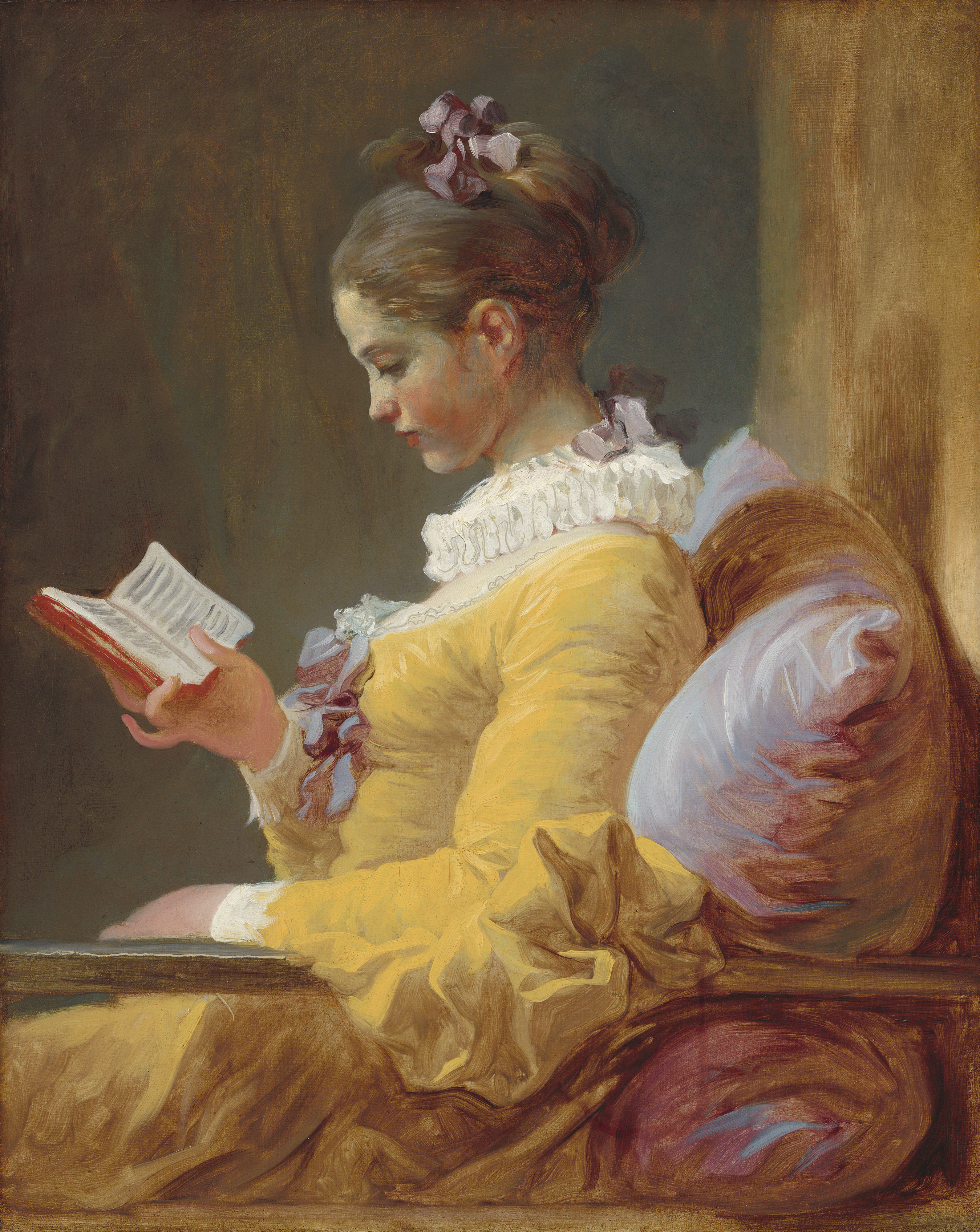
ジャン・オノレ・フラゴナール『読書する女』（1772年）

文学（ぶんがく、英語: literature）は、言語によって表現された芸術のこと。詩、小説、戯曲、脚本、随筆、評論などの総称である。また、それらを研究する学問（文芸学を参照）。文芸（ぶんげい）ともいう。
原初的な文学は口承文芸であったが、写本による書物の流通を経て、やがて印刷技術が普及するにつれて活字印刷による文学作品の出版が主流になった。現在では電子書籍やインターネットを利用した電子メディア上で表現されるものもある。

## 名称について
西洋での「文学」に相当する語（英: literature、仏: littérature、独: Literatur、伊: letteratura、西: literatura）は、ラテン語のlittera（文字）及びその派生語litteratura（筆記、文法、教養）を語源とし、現在では主に以下の意味を持つ。
- 言語によって作られ、審美的な側面を持つ筆記または口述の（科学的な作品や教育的な作品などとは異なる）芸術作品の総体: 1764年初出
- そのような作品を創作し、研究する活動: 19世紀前半以降
- 審美的な側面の有無にかかわらず、ある主題に関係した出版物の総体[注 1]: 1758年、ドイツ語Literaturから

中国・日本での「文学」の語は古代より書物による学芸全般を意味したが、今日のような言葉による審美的な創作を意味するようになったのはliterature（英）、littérature（仏）の訳語として「文学」が当てられた明治時代からである。初期の翻訳としては、1857年ジョゼフ・エドキンズによって『六合叢談』の中で著された論説文「希臘為西国文学之祖」や、1866年香港に遣わされたドイツ宣教師Wilhelm Lobscheidによる英語・広東語・中国語辞典『English and Chinese Dictionary』が挙げられ、英語から中国語への翻訳が、著作を通して日本に入ってきた。

## 文学の定義と概念

### 不明確な定義
文学は、言葉（口頭または文字）によるコミュニケーションのうち、言語のあらゆる力を活用して受け手への効果を増大させようとするものとして定義される。個人的な判断によって境界が曖昧でまちまちとなる文学は、その媒体や分野ではなく審美的な機能によって特徴づけられる: メッセージの表現方法が内容より優位であり、（複雑なものも含む）情報の伝達に限られた実用的なコミュニケーションからもはみ出すものである。今日では、文学はそれによって作者が歳月を隔てて我々に語り掛けるところの書物文化に結び付けられ、しかしながらまた同時に我々の歌謡がその遠縁であるところの文字を持たぬ人々の伝統的な詩歌のようなさまざまな形の口承による表現や、役者の声と身体を通して受容される演劇などにも関係する。
最も普通の意味での文学は、それ自身が歴とした芸術である。しかしながら、哲学書や、舞台芸術の戯曲や脚本など（さらには漫画やある種の文字による現代美術など）に接近すると、この芸術の境界を定めるのは時として困難である。一般的には、文学は特に審美的な目的ないしは形式を持つ作品と再定義される。この審美的な側面が文学の志向性であり、ジャーナリズムや政治などの何らかの特定の制約に従う各種の作品と識別する基準である。一見すると、この定義は純粋に哲学的・政治的・歴史的な作品を排除するように思える。だが、作品の各分野やジャンルが文学に属するか否かの分類にはとくに慎重であるべきである。あるテクストは作者がそう望まなかったにもかかわらず、またそれがその分野としての目的ではなかったにもかかわらず一定の文学的側面を持ってしまい得る。作品の文学性の基準は学者の間の数々の論争の的となってきた。ある者は分野の間にヒエラルキーを設け、またある者はある作品がその分野によく一致していることや、文学的テクストに期待される役割に専念していることで満足する。またある者にとっては、文学の傑作は何よりもまず時の試練に耐えるものであり、それこそが全世界的な射程を保証する資格なのである。
実際のところ文学とはまず第一に、自分自身と自分を取り巻く世界について自分の言葉で語る者と、その発見を受容し分かち合う者との出会いなのであり、その形式の果てしのない多様性と絶え間なく新たに生まれる主題は人間存在の条件そのものを物語っているのである。

### 「文学」という概念の歴史的発達
審美的な志向性を持つ作品の集合という文学の定義はかなり近代になってからのものである。事実、それまではむしろ、相応に厳密な形式的基準に適合する作品が文学として認められる傾向にあった。アリストテレスは『詩学』において、悲劇と叙事詩に的を絞りそれらの話法を支配する形式的な規則を導入した。さらに、古代ギリシア人にとっては、歴史は純然たる芸術であり、詩神クレイオーに霊感を与えられるものであった。
随筆もまた文学に属すると考えられていた。今日のもはや文学作品とは考えられなくなったような随筆に比べ、当時の随筆では主題は重要なものではなかった。哲学もまた劣らず両義的なものである。プラトンの対話篇やローマ皇帝マルクス・アウレリウス・アントニヌスの『自省録』の文学性は今日誰も疑問に思わないであろう。他方で、文学の審美性が厳格な単純性をもって表される詩がしばしば最も純粋な文学形式であると考えられてきた。作品の文学性は移ろいやすいものであり、世紀を経ると共に文学は領域を拡大し、多様で通俗的な諸形式を次々と取り込んで行ったものと思われる。

### 作者と作家
文学の定義に基づくと、「作者」と「作家」の間には区別がある。作家は文学作品を書く者を指すが、作者は政治・歴史・科学・文学などの別を問わず何らかの書物を著した全ての者を指す。

## 芸術と文学―芸術家か職人か
文学作品の芸術性の拠り所は文芸評論家たちを頻繁に分断してきた問題である。古代より、2つの異なった概念が存在し、来たるべき様々な文学や芸術の潮流に影響を及ぼしてきた。アリストテレスは『詩学』において表現的な側面は重要でないと考え、それよりも作品の形式的な特性に固執していた。作家の仕事は、厳密な規則や理論に従うという面で建物を建てる大工の仕事と類似したものであるということになる。それに反して、偽ロンギヌス(en)は『崇高論』において、感情の表現を前面に押し出した。崇高は読者を興奮させ、恍惚とさせるものであり、それは話法の完成と一致するものとされた。ここには、審美的な題材に細工を施し受け手に反応を引き起こそうと働く職人と、公衆に移入させるような感情を表し作り出す霊感に恵まれた芸術家の対比が見出される。この論争は文芸評論史で幾度となく再出現し、また古典主義とロマン主義、自然主義と耽美主義のような互いに相容れない潮流を数多く生み出した。

## 文学の著述
文学的な著述は正書法や文法だけでなく、修辞学や詩学の規範にも従う。作家は文体を作り上げることを可能にする言語的な諸手段を利用し、話法を支え、散文を美的なものにするために詩学的な破格、脱線、造語などもまた拠り所とする。作者に固有の文体的要素と修辞技法のような修辞学的効果の双方が駆使され、そのようにして作家は他と一線を画す芸術家となるのである。

## 文学の形態

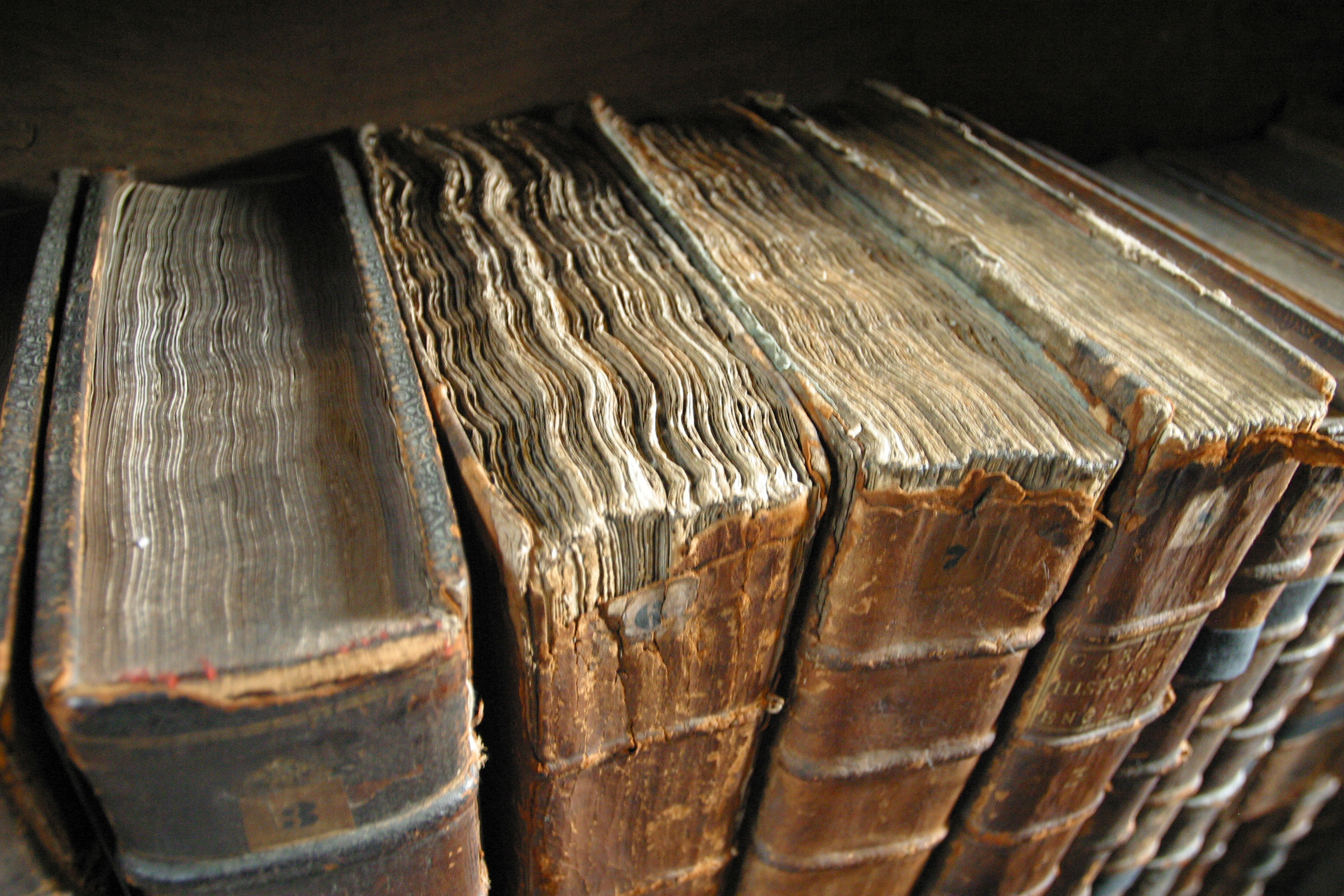
オックスフォード大学の蔵書

### メディア
原初的な文学は口伝（口承文芸）である。それが文字で書きとめられるようになり写本の形で流布するようになったが、15世紀以降印刷技術が普及し、やがて活版印刷による文学作品の出版が盛んになった。現在ではインターネットに代表される電子メディア上で表現されるものもある。

### 文学形式
メディアの変遷に応じ、最初は音声で受容される叙事詩、抒情詩などの詩や、演劇（劇文学）が中心的な役割を果たしたが、近代に至り文字の形での受容が容易になるにつれて詩から小説への大規模な移行が起こった。

### 翻訳
言語に依存する芸術であるため、他言語の作品を鑑賞・解釈するためには翻訳が大変重要であり、翻訳家の存在が大きな意味を持つ。翻訳された作品を翻訳文学と呼ぶ。

### 評論
文学作品を研究・分析・批評することを文芸評論（文芸批評）という。広義には研究論文から雑誌のコラムまで全て評論と言える。文学だけではなく、あらゆる作品が評論の対象になる。評論には様々な手法があり、それは研究対象や時代、評論家自身などに依存する。優れた評論文は、それ自体が文学作品として評価される。作家や思想家が文芸評論家として活動することもしばしばある。

## 文学の分野
詳細はそれぞれの項目を参照。
- 口承文学（口承文芸）
  - 民謡
  - 物語
- 詩（韻文）
  - 定型詩
    - 和歌 - 短歌 - 連歌 - 狂歌
    - 俳句 - 連句 - 川柳
    - 漢詩 - 古体詩 - 近体詩
    - ソネット、アレクサンドラン、時調
    - 劇詩

  - 自由詩
  - 散文詩
- 散文
  - 小説（フィクション）
  - 台本
    - 戯曲
    - 脚本

  - 随筆（エッセイ）
  - 紀行
  - 日記、自伝
  - 伝記、評伝
  - 文芸評論、書評
  - ノンフィクション（ルポルタージュ）

## 文学全集
多数の文学作品を編集したものを文学全集と呼ぶことが多い。
代表的なものとして世界文学全集、日本文学全集がある。他に個人の全集、特定の国の全集、特定のジャンルの全集などがある。

## 言語・国家・民族による分類
- アイヌ文学
- アイスランド文学
- アイルランド文学
  - アングロサクソン・アイルランド文学
- アジア文学（英語版）
- アゼルバイジャン文学（英語版）
- アフリカ文学
- アメリカ文学
  - アメリカ黒人文学
  - インディアン文学
- アラビア文学
- アルジェリア文学
- アルゼンチン文学
- アルメニア文学（英語版）
- アンゴラ文学
- イギリス文学
- イスラエル文学
- イタリア文学
- イディッシュ文学
- インド文学
- インドネシア文学
- ウクライナ文学
- ウズベク文学（ウズベク語版、ロシア語版）
- ウルグアイ文学
- 英文学（英語で書かれた文学）
- エジプト文学
- エストニア文学
- エスペラント文学
- エチオピア文学（英語版）
- オーストラリア文学
- オーストリア文学
- オセアニア文学（英語版）（海洋文学とも呼ばれる）
- オランダ文学
- カザフスタン文学
- カナダ文学
- カメルーン文学（フランス語版、英語版）
- カンボジア文学（英語版）
- キューバ文学
- ギリシア文学
- キルギス文学（英語版）
- グアテマラ文学
- グルジア文学（英語版）
- クルド文学
- クレオール文学
- クロアチア文学（英語版）
- サンスクリット文学
- スイス文学
- スウェーデン文学
- スコットランド文学
- スペイン文学
- スリランカ文学（英語版）
- スワヒリ文学
- セルビア文学
- ソマリ文学
- タイ文学
- 台湾文学
- タジク文学（英語版）
- チェコ文学
- チベット文学
- チャド文学（英語版）
- チュニジア文学
- 中国文学
- 朝鮮文学
- チリ文学
- デンマーク文学
- ドイツ文学
- トルクメン文学（英語版）
- トルコ文学
- ナイジェリア文学
- 日本文学
- ノルウェー文学
- ハイチ文学
- パキスタン文学（英語版）
- パレスチナ文学
- ハンガリー文学
- ビルマ文学
- フィリピン文学（英語版）
- フィンランド文学
- ブータン文学（英語版）
- フェロー文学
- ブラジル文学
- フランス文学
- ベトナム文学
- ベナン文学
- ベネズエラ文学
- ペルー文学
- ペルシア文学
- ベンガル文学（英語版）
- ポーランド文学
- ポルトガル文学
- マレーシア文学（英語版）
- メキシコ文学
- モザンビーク文学
- モルドバ文学（英語版）
- モンゴル文学
- ユダヤ文学（英語版）
- ヨーロッパ文学（英語版）（西洋文学とも呼ばれる）
- ラオス文学（英語版）
- ラテン文学
- ラテンアメリカ文学
  - インディヘニスモ文学
- 琉球文学（沖縄文学）
- ルーマニア文学
- レバノン文学
- ロシア文学